# Mycoplasma ovis
Mycoplasma ovis è una specie di batterio appartenente alla famiglia delle Mycoplasmataceae.